# Psecadioides aspersus
Psecadioides aspersus är en fjärilsart som beskrevs av Butler 1881. Psecadioides aspersus ingår i släktet Psecadioides och familjen äkta malar. Inga underarter finns listade i Catalogue of Life.